# Steel (película)
Steel (llamada en España "Steel, un héroe de acero") es una película estadounidense de superhéroes de 1997 basada en el personaje John Henry Irons creado por DC Comics y quien aparece en los cómics Reign the Supermen!. La cinta fue protagonizada por Shaquille O'Neal como Iron y su alter ego Steel, Annabeth Gish como su compañera, Susan Sparks, y Judd Nelson como su antagonista, Nathaniel Burke.  Tras su lanzamiento, la cinta obtuvo una pobre recaudación y recibió reseñas negativas por parte de la crítica.

## Guion
El guion fue escrito y dirigido por Kenneth Johnson. En un principio, no estaba interesado en realizar una película de superhéroes, habiendo rechazado anteriormente realizar las adaptaciones cinematográficas de la La mujer biónica, Alien Nation y El Increíble Hulk.
El productor Joel Simon le prometió que esta cinta sería diferente.
Johnson describía a Steel como un “Batman de cuello azul” (un oficinista) y eliminó la historia de este plasmada en los cómics y la reemplazo con personajes creados por él mismo.

## Producción
La producción de la cinta inició con los productores musicales David Salzman y Quincy Jones, siendo este último muy fanático del personaje y sintiendo que tenía un motivo personal para patrocinar el proyecto.

## Música
La banda sonora de la película fue lanzada el 29 de julio de 1997 con producción de Trademarks Entertainment,  y distribuida por Warner Bros. Records. Esta incluía el sencillo promocional Man of Steel, en el cual participaron los raperos Ice Cube, B-Real, KRS-One y Peter Gunz, además de Shaquille O'Neal, quienes compusieron cada uno los versos que cantan. El sencillo incluía una versión álbum de 4:35 minutos, una versión instrumental de 4:35 minutos y una versión a capela de 4:31 minutos. Este sencillo fue todo un éxito, ingresando al listado Hot Rap Songs en la posición N° 10, al Hot R&B/Hip Hop Songs en la casilla N° 53 y en el Billboard Hot 100 en la posición N° 87.
| Steel (banda sonora) |                          |                                                          |          |  |
| N.º                  | Título                   | Música                                                   | Duración |  |
| 1.                   | «Mobb of Steel»          | Mobb Deep                                                | 3:56     |  |
| 2.                   | «No More Fighting»       | Tevin Campbell                                           | 4:15     |  |
| 3.                   | «Strait Playin'»         | Shaquille O'Neal                                         | 3:43     |  |
| 4.                   | «Breakout»               | Jia                                                      | 3:59     |  |
| 5.                   | «Anything for Your Love» | Jon B.                                                   | 4:15     |  |
| 6.                   | «Free to Be Me»          | Gina Breedlove                                           | 5:25     |  |
| 7.                   | «Men of Steel»           | Shaquille O'Neal, Ice Cube, B-Real, Peter Gunz & KRS-One | 4:35     |  |
| 8.                   | «We've Got Heart»        | She                                                      | 3:54     |  |
| 9.                   | «Coming Home to You»     | Blackstreet                                              | 4:48     |  |
| 10.                  | «Nothing Compares»       | Az Yet                                                   | 4:44     |  |
| 11.                  | «Alone in the Crowd»     | Maria Christina                                          | 5:02     |  |
| 12.                  | «Mind on My Money»       | Spice 1                                                  | 3:31     |  |

## Recepción
Steel fue recibida negativamente por la crítica. El portal web de rankings Rotten Tomatoes indica que solo 12% de las reseñas eran positivas, basadas en una muestra de 25 comentarios. Shaquille O’Neal fue nominado a los Premios Golden Raspberry de 1997 en la categoría de peor actor.